# Élections législatives de 1986 dans la 14e circonscription du Nord
Les élections législatives françaises de 1986 dans la 14e circonscription du Nord se déroulent le 16 mars 1986.

## Circonscription
La nouvelle 14e circonscription du Nord est grandement issue de l'ancienne 12e circonscription de 1958 à 1986. Elle s'efface le temps d'un scrutin au profit d'un scrutin proportionnel de listes départementales à un seul tour.

## Contexte
Maurice Cornette (RPR), député élu en 1981, décède le 15 novembre 1983 après une longue maladie. Son suppléant, Charles Paccou, devient député du Nord.
Le député RPR sortant de la circonscription, Charles Paccou, figure en quatrième position sur la liste de l'ancien ministre Albin Chalandon. De même, le secrétaire d'État Jean Le Garrec (PS) occupe la deuxième place sur la liste du maire de Lille et ancien premier ministre Pierre Mauroy.

## Résultats
Alors que ce scrutin se tient à l'échelle départementale, les archives de l'Institut d'Études Politiques de Paris permettent d'établir des résultats dans la 14e circonscription du Nord.
Ce scrutin voit la première élection de Charles Paccou (en tant que titulaire) comme député du Nord et ouvre son deuxième mandat à la chambre basse du Parlement français. Jean Le Garrec est également élu député du Nord.
- Député sortant : Charles Paccou (RPR)

| Tête de liste départementale          | Parti          | Parti          | Tour unique | Tour unique |
| Tête de liste départementale          | Parti          | Parti          | Voix        | %           |
| ------------------------------------- | -------------- | -------------- | ----------- | ----------- |
| Albin Chalandon (dont Charles Paccou) |                | RPR            | 18 042      | 36,13       |
| Pierre Mauroy (dont Jean Le Garrec)   |                | RPR            | 15 489      | 31,02       |
| Georges Delfosse                      |                | UDF            | 5 747       | 11,51       |
| Bruno Chauvierre                      |                | FN             | 3 732       | 7,47        |
| Extrême gauche                        |                | EXG            | 2 175       | 4,36        |
| Gustave Ansart                        |                | PCF            | 2174        | 4,35        |
| Yves Cochet                           |                | Les Verts      | 1 661       | 3,33        |
| Divers droite                         |                | DVD            | 720         | 1,44        |
| Divers gauche                         |                | DVG            | 200         | 0,40        |
|                                       |                |                |             |             |
| Inscrits                              | Inscrits       | Inscrits       | 61 613      | 100,00      |
| Abstention                            | Abstention     | Abstention     | 8 782       | 14,26       |
| Votants                               | Votants        | Votants        | 52 831      | 85,74       |
| Blancs et nuls                        | Blancs et nuls | Blancs et nuls | 2 891       | 5,47        |
| Exprimés                              | Exprimés       | Exprimés       | 49 940      | 94,53       |